# Gyldenstolpia
Gyldenstolpia es un género de roedores de la familia de los cricétidos, integrado por 2 especies, las que habitan en el centro de Sudamérica. 

## Taxonomía
Este género fue descrito originalmente en el año 2009 por los mastozoólogos Ulyses Francisco José Pardiñas,  D’ Elía y Pablo Teta. La especie tipo es Scapteromys fronto (hoy Gyldenstolpia fronto), la que fue descrita en el año 1887 por Herluf Winge.
Al erigirlo se escindió a Kunsia fronto del género Kunsia, el que había sido creado por Philip Hershkovitz en 1966 para incluir a esa especie junto con la típica genérica, K. tomentosus (la que quedó monotípica). A dicho taxón se le sumó otro que había sido creado como subespecie de este, Kunsia fronto planaltensis, elevándolo al estatus de especie plena.
Etimología
Etimológicamente el término genérico Gyldenstolpia es un epónimo que refiere al apellido de la persona a quien fue dedicada, el naturalista sueco Nils Gyldenstolpe, quien fuera de los primeros científicos en estudiar este grupo de roedores, además de publicar un catálogo de sigmodontinos, el que sigue siendo una fuente de consulta obligada.

### Subdivisión
Este género está integrado por 2 especies: 
- Gyldenstolpia fronto (Winge, 1887)
- Gyldenstolpia planaltensis (Ávila-Pires, 1972)[5]

## Distribución geográfica y hábitat
Sus especies se distribuyen en el nordeste de la Argentina y en Brasil. Habitan en sabanas húmedas y selvas en galería. Es muy probable que ambas se hayan extinguido por completo.